# Maestro del Hijo Pródigo
El Maestro del Hijo Pródigo  (Flandes,  c.1530 -  c.1560), fue el nombre convenido dado a un pintor flamenco y diseñador de tapices y vidrieras. Trabajó en Amberes, donde tuvo un gran taller entre 1530 y 1560. Pintó temas religiosos, paisajes, escenas de género y alegorías. Se le considera uno de los principales maestros del manierismo flamenco del siglo XVI.

## Vida
Poco se sabe de este artista, al que el historiador de arte belga Georges Hulin de Loo dio su apodo en 1909 a raíz de una de sus obras más conocidas, que representa El regreso del hijo pródigo (colección del Kunsthistorisches Museum de Viena). A partir del descubrimiento del monograma de "LK" en uno de sus cuadros, se planteó la posibilidad de que se tratase de Leonart Kroes, mencionado como maestro de Gillis van Coninxloo en el Schilder-boeck de 1604 del historiador de arte flamenco Karel van Mander. Sin embargo, hay dudas sobre su autenticidad. Las características estilísticas de su obra sugieren que el pintor pudo haber pasado una temporada en Italia, pero no hay pruebas de su viaje al extranjero. Por la magnitud de su producción, se cree que tuvo un gran taller con varios alumnos en Amberes.

## Obra
El Maestro del Hijo Pródigo es conocido por sus paisajes, obras religiosas y escenas de género, así como por algunas composiciones alegóricas. Su único cuadro fechado es un lienzo del Retorno de Tobit que se encuentra en Berlín. En sus composiciones religiosas, los paisajes suelen desempeñar un papel importante y también incluyen elementos de naturaleza muerta. Su Lot y sus hijas incluye un pequeño paisaje transparente con la ciudad de Sodoma ardiendo y un bodegón de frutas en un plato, que son precursores de los géneros de pintura de paisaje y bodegón surgidos durante el siglo XVI.

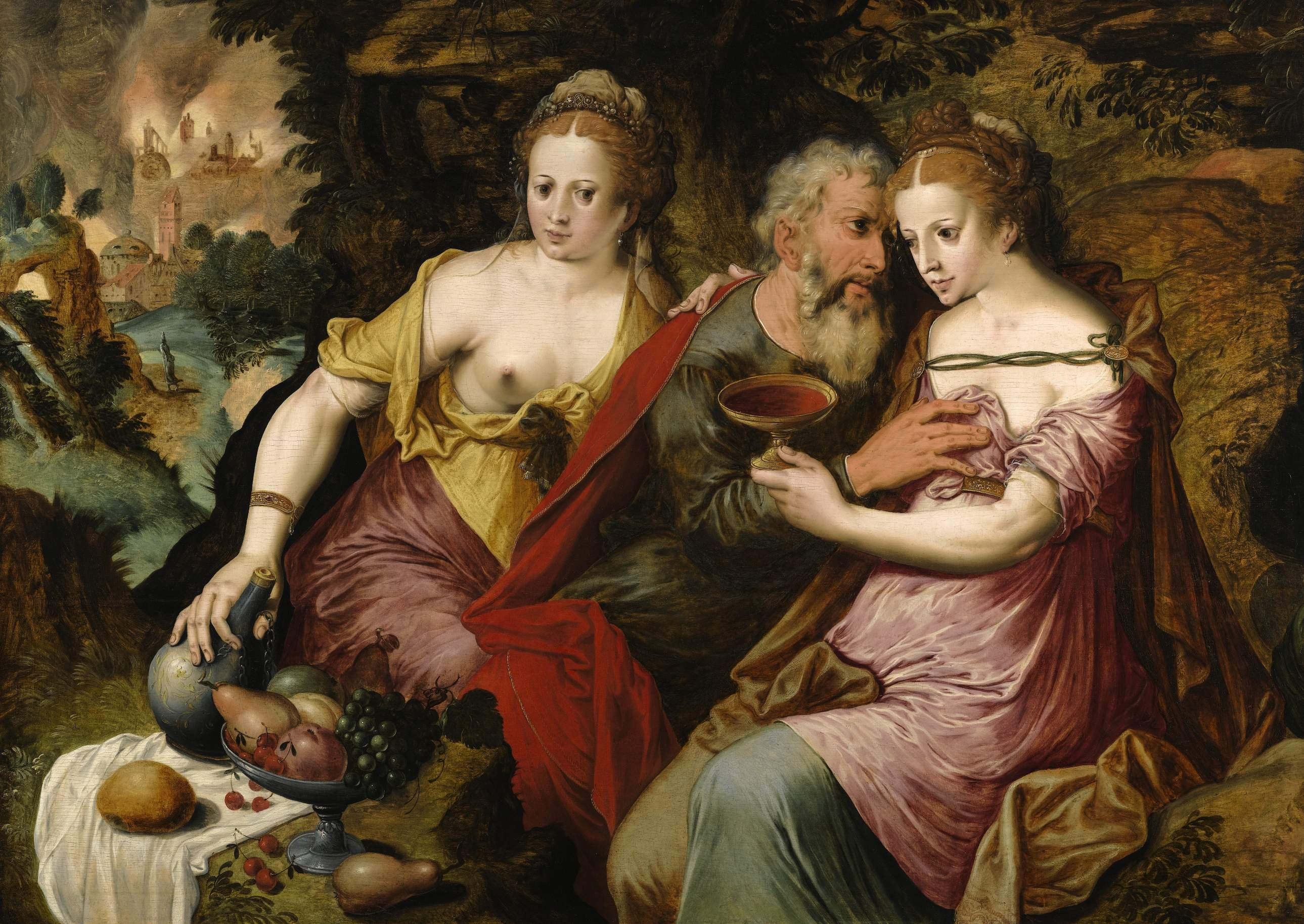
Lot y sus hijas

Su obra muestra la influencia de los principales pintores que trabajaban en Amberes a mediados del siglo XVI, como Pieter Coecke van Aelst, Pieter Aertsen, Jan Mandijn y Frans Floris. El acentuado realismo de algunas figuras de su obra está estrechamente relacionado con Pieter Aertsen. Un cierto manierismo en su obra le acerca a la de Jan Mandijn y Frans Floris, así como a la Escuela de Fontainebleau. Este aspecto es más evidente en sus composiciones con figuras de gran tamaño, como la de Lot y sus hijas (Museo Real de Bellas Artes de Amberes), en la que las figuras tienen un carácter escultórico. El color de la piel es claro y, en las figuras femeninas, tiene además el brillo del mármol. Las figuras con barba, en cambio, se acercan más a la obra de Frans Floris y Pieter Coecke van Aelst.
El estilo característico del Maestro del Hijo Pródigo para pintar figuras se muestra en el tríptico de la Adoración de los Reyes Magos (venta de Christie's del 9 de diciembre de 2016, Londres, lote 101). Los rostros pequeños, las barbillas puntiagudas y los ojos estrechamente colocados, las manos grandes con uñas definidas y las figuras que caminan como "de puntillas", son rasgos típicos de su estilo.
El Maestro también fue diseñador de tapices. Diseñó una serie de 10 tapices titulada La vida de Tobías que se tejió en varias ediciones y variaciones. La serie se utilizaba a menudo como regalo de bodas, ya que cuenta la historia de cómo Sara fue liberada del diablo por su tío Tobías la noche de su boda. El Maestro utilizó en sus diseños para la serie la arquitectura renacentista, los hombres a caballo, el rebaño y los árboles que también están presentes en los tapices diseñados por su contemporáneo Bernard van Orley. Sin embargo, debido a la incómoda colocación de las figuras en el espacio, los diseños resultan poco convincentes.